# Sociedad Filológica Friulana
Sociedad Filológica Friulana (friulano Societât filologjiche furlane) es una sociedad fundada el 23 de noviembre de 1919 en Gorizia. Entre los miembros fundadores había personajes importantes de la de la literatura friulana como Giovanni Lorenzoni (primer presidente), Bindo Chiurlo, Ugo Pellis, Ercole Carletti. Recibió el nombre de Filológica en honor al lingüista de Gorizia Graziadio Isaia Ascoli, fundador de los estudios de dialectologia en Italia y que escribió artículos científicos sobre el friulano en el Archivo Glotológico Italiano (Saçs ladins, 1873).
El 7 de agosto de 1936 se constituyó como una entidad moral con la finalidad de promover el uso y desarrollo de la lengua y literatura friulana, su enseñanza y estudio, espectáculo, música y artes populares. Ha contribuido en los Atlas históricos y lingüísticos italiano y friulano, y tiene su central en Údine, aunque tiene delegaciones en Gurice para el Friuli oriental, e Pordenone para el Friuli occidental, y en Tumieç para Cjargne.